# Уилли, Питер Джон
Питер Джон Уилли (Уайли) (англ. Peter John Wyllie; род. 8 февраля 1930, Лондон) — американский ученый британского происхождения: геолог, петролог, минералог. Член Лондонского королевского общества (1984). Иностранный член АН СССР (1988).

## Биография
Родился 8 февраля 1930 года в Лондоне.
В 1948 году вступил в Королевские военно-воздушные силы Великобритании, во время службы в армии был награжден за успехи в освоении специальности летчика-радиста (1948 год). В 1949 году демобилизовался и поступил в шотландский Сент-Эндрюсский университет, который окончил со степенью бакалавра по физике и геологии в 1952 году. В 1955 году был удостоен премии Миллера — высшей награды для выпускников Университета.
Уже с 1950 года Питер Уилли работал в составе Британской западногренландской экспедиции: сначала как гляциолог, а после окончания университета — как геолог. В 1955 году вернулся в университет Св. Эндрюса, где получил вторую степень бакалавра по геологии и занимался
преподавательской работой. В 1956 году Уилли уехал в США, чтобы начать изучение гренландских оливинсодержащих лав под руководством Ф. Таттла, профессора Пенсильванского университета. В 1958 году защитил докторскую диссертацию по геологии и получил должность профессора геохимии. Работал в университете Пенсильвании по 1959 год.
В 1959 году учёный вернулся в Англию, работал в химической лаборатории (1959—1960) и читал лекции по экспериментальной петрологии (1960—1961) в университете Лидса. С 1961 года снова в США — получил должность профессора петрологии в Пенсильванском университете и до 1965 года совмещал педагогическую работу с научными исследованиями, одновременно возглавлял факультет геохимии и минералогии (1962—1963). С 1965 до 1983 года Питер Уилли работал в Чикагском университете — был профессором петрологии и геохимии, деканом физического факультета университетского колледжа (1972—1973), руководителем геофизического факультета (1979—1982). В 1983 году он переехал в Калифорнию, где работал профессором геологии Калифорнийского технологического института и возглавил факультет геологических и планетарных наук.
В 1987 году Уилли был избран почетным членом Российского минералогического общества. Его кандидатура на избрание иностранным членом Академии наук СССР была выдвинута Отделением геологии, геофизики, геохимии и горных наук. 27 декабря 1988 года общее собрание утвердило американского учёного в этом звании по специальности «экспериментальная минералогия, петрология».
В 1999 году Уилли вышел на пенсию, но продолжал работать в Калифорнийском технологическом институте.

## Заслуги
- В Великобритании его научные заслуги были отмечены Полярной медалью Королевы Елизаветы (1954). В 1984 году был избран членом Королевского общества Лондона, член Геологического общества в Эдинбурге (1985) и Минералогического общества Великобритании и Ирландии (1986). Геологическое общество Лондона удостоило Уилли медали Волластона в 1982 году. С 1974 года он — почетный доктор университета Св. Эндрюса.
- В 1981 году Питер Уилли был избран в состав Национальной академии наук США (Foreign Associate)[5][6] и работал в ее комитетах и комиссиях (1988—1993). С 1975 по 1978 год — советник Национального научного фонда США, председатель отделения наук о Земле в 1979—1982 годах. Был членом национальных комитетов США по геологии (1978—1982), геохимии (1981—1984), а также американских отделений Международного союза геодезии и геофизики (1980—1984) и Международного союза геологических наук (1991—1999). Избирался в руководящие органы Геохимического общества (1973—1976) и Геологического общества Америки (1982—1985).
- Американский геолог был избран членом Индийской национальной академии наук (1991), Китайской академии наук (1996) и Европейской академии (1996). Состоял членом Индийского геофизического союза (1987) и Немецкого геологического общества (2001).